# 小山曲泉
小山 曲泉（こやま きょくせん(俳号)、1912年 - 1994年）は薬剤師、鍼医。「掃骨鍼法」を提唱した。
本名は小山修三。広島県に生れた。明治鍼灸専門学校（現: 明治東洋医学院専門学校）卒業。同校講師、評議員等を務める。代表著書に『神経痛 掃骨鍼法』（明治東洋医学院出版部発行 絶版）がある。
| スタブアイコン | サブスタブ | この項目は、まだ閲覧者の調べものの参照としては役立たない、人物に関連した書きかけの項目です。この項目を加筆・訂正などしてくださる協力者を求めています（P:人物伝/PJ:人物伝）。 |